# Carrier Strike: South Pacific
Carrier Strike: South Pacific est un jeu vidéo de type wargame créé par Gary Grigsby et publié par Strategic Simulations en 1992 sur IBM PC. Le jeu est une version améliorée de Carrier Force, également créé par Gary Grigsby et publié en 1983, et simule les affrontements entre américains et japonais dans le Pacifique pendant la Seconde Guerre mondiale. Il utilise la même interface graphique que les deux précédents titres de son créateur, Second Front: Germany Turns East et Western Front: The Liberation of Europe 1944-1945,. Le jeu a bénéficié d’une extension, baptisé Carrier Strike Expansion Disk, qui inclut cinq nouveaux scénarios et une nouvelle campagne.

## Système de jeu
Carrier Strike est un wargame qui simule, au niveau opérationnel, de grandes batailles aéronavales dans l’océan Pacifique pendant la Seconde Guerre mondiale. Le jeu propose ainsi six scénarios historiques qui couvrent une période s’étalant entre mai 1942 et juin 1944. Le premier simule par exemple la bataille de la Mer de Corail, en mai 1942, lors de laquelle la flotte américaine doit défendre port Moresby. Les différents scénarios proposés peuvent être reliés entre eux au sein d’une campagne qui retracent ainsi la totalité du conflit. Le jeu se déroule au tour par tour, chaque tour représentant une durée de 20 minutes. Dans chaque scénario, le joueur commande une flotte de guerre et les forces aériennes associés aux porte-avions qui la composent. Il ne commande en revanche pas l’aviation qui stationne dans les bases terrestres de l’océan Pacifique. Le joueur ne contrôle pas directement ses détachements de navires ou d’avions, en les déplaçant d’une case à une autre, mais peut leur assigner une direction ou leur ordonner de se séparer, de se regrouper ou d’envoyer des avions en reconnaissance. 

## Développement
Carrier Strike est développé par Gary Grigsby qui s’appuie pour cela sur le moteur de jeu de ses deux précédents wargame, Second Front: Germany Turns East  (1990) et Western Front: The Liberation of Europe 1944-1945 (1991). Le jeu bénéficie d’une réalisation plus avancés qu’habituellement dans les jeux de Gary Grigsby, avec des graphismes en VGA et 16 couleurs, un thème musical composé par Donal Griffin de Computer Music Consulting, et des effets sonores. Le jeu est publié par Strategic Simulations en 1992 sur IBM PC. Après sa sortie, une version expérimentale (version 1.1) de celui-ci est publiée sur GEnie, celle-ci modifiant certain paramètre du jeu et réduisant les temps d’accès aux disquettes du jeu. 
Le jeu est également inclus dans une compilation publiée par Strategic Simulations et baptisée Twenty Wargame Classics.

## Extension
Une extension, développée par Gary Grigsby, est publiée par Strategic Simulations en 1992 sur IBM PC sous le titre Carrier Strike Expansion Disk. Celle-ci inclut quelques modifications des mécanismes du jeu original mais son principal intérêt réside dans ses cinq nouveaux scénarios et sa nouvelle campagne. Dans le premier, le joueur commande deux porte-avions américains envoyé en renfort à l’ atoll de Wake, en décembre 1941, peu après l’attaque de Pearl Harbor. Le second simule un affrontement hypothétique, le scénario considérant que l’attaque de Pearl Harbor n’a pas eu lieu, en janvier 1942, entre des flottes japonaises et américaines incluant chacune trois porte-avions. Le troisième retrace une large bataille navale près de port Moresby en mars 1942. Le quatrième scénario part de l’hypothèse que la bataille de Midway et simule un affrontement à Guadalcanal en août 1942. Enfin, dans le dernier, les japonais tentent de reprendre Henderson Field, sur la côte de Guadalcanal, en août 1943. La nouvelle campagne, également hypothétique, part du postulat que la Seconde Guerre mondiale a été retardé de cinq ans. Elle retrace ainsi un an de combat, mais avec des navires, des avions et des armements plus modernes.

## Accueil
| Carrier Strike |      |       |
| Média          | Pays | Notes |
| Gen4           | FR   | 37 %  |
| Tilt           | FR   | 14/20 |